# PSV Tegenbosch
PSV Tegenbosch (kortweg: Tegenbosch) was een Nederlandse hockeyclub, die behoorde tot het Philips-concern (Federatie van Philips Sport Verenigingen).
De club is ontstaan op 26 april 1983 uit een fusie tussen HTCC en HTC Eindhoven. De beide clubs speelden op sportcomplexen die eigendom waren van Philips. Voor Philips betekende de fusie een flinke bezuiniging op de sport. Daarnaast speelde mee dat de groei van de beide verenigingen stokte en dus samengaan efficiënter bleek. PSV Tegenbosch ging spelen op sportcomplex Tegenbosch van HTCC. Bij de samensmelting ontstond er een club met ruim 1600 leden, waarvan 800 hockeyers. De overige leden beoefenden tezamen sporten als tennis en cricket. Het tenue bestond uit een lichtblauw shirt, donkerblauwe broek/rok en lichtblauwe sokken.
Door de degradatie van HTCC in 1983 uit de Overgangsklasse moest Tegenbosch vanaf 1983 uitkomen in de Eerste klasse. In 1985 promoveerde Tegenbosch echter naar het op-een-na hoogste niveau. Hoogtepunt was het behalen van de tweede plek in poule A in 1988 achter kampioen Forward. Hierna zakten de resultaten weer in. Men degradeerde in 1992 om het jaar daarop weer te promoveren, voor slechts één seizoen. Vanaf 1994 speelden de mannen onafgebroken in de Eerste klasse. In de zomer van 2000 fuseerde Tegenbosch met stadgenoot HC Racing tot HC Eindhoven. HC Eindhoven ging spelen op sportcomplex Woensel-Noord van Racing en heeft tegenwoordig niets meer met Philips te maken.
Huidig: Don Quishoot · Eindhoven · Oranje-Rood 

Voormalig: EMHC · HTCC · HTC Eindhoven · Oranje Zwart · PSV Tegenbosch · Racing Eindhoven